# Mnichovice (okres Benešov)
Mnichovice (Duits: Michowitz of Michowitz bei Flesching) is een Tsjechische gemeente in de regio Midden-Bohemen en maakt deel uit van het district Benešov. Het dorp ligt op 11 kilometer afstand van Vlašim.
Mnichovice telt 221 inwoners (2025).

## Geschiedenis
De eerste schriftelijke vermelding van het dorp dateert van 1352.
Tussen 1850 en 1920 maakte Kuňovice deel uit van de gemeente Mnichovice. Sinds 1960 maakt Mnichovice deel uit van het district Benešov.

## Verkeer en vervoer

### Autowegen
Mnichovice is te bereiken via diverse regionale wegen. 

### Spoorlijnen
Er is geen station in de gemeente. Het dichtstbijzijnde station is in Zdislavice, op 8,5 kilometer afstand. Dat station ligt aan de spoorlijn van Benešov naar Vlašim.

### Buslijnen
Er één bushalte in de gemeente:
| Halte                  | Lijn(en) | Traject(en)                                | Vervoerder(s) |
| ---------------------- | -------- | ------------------------------------------ | ------------- |
| Mnichovice, Mnichovice | 842 843  | Vlašim - Dolní Kralovice Vlašim - Čechtice | CŠAD Benešov  |

### Fietsroutes
- 0071 Čechtice - Trhový Štěpánov - Český Šternberk

## Bezienswaardigheden
- Sint-Filips- en Jacobuskerk[4]

## Galerij

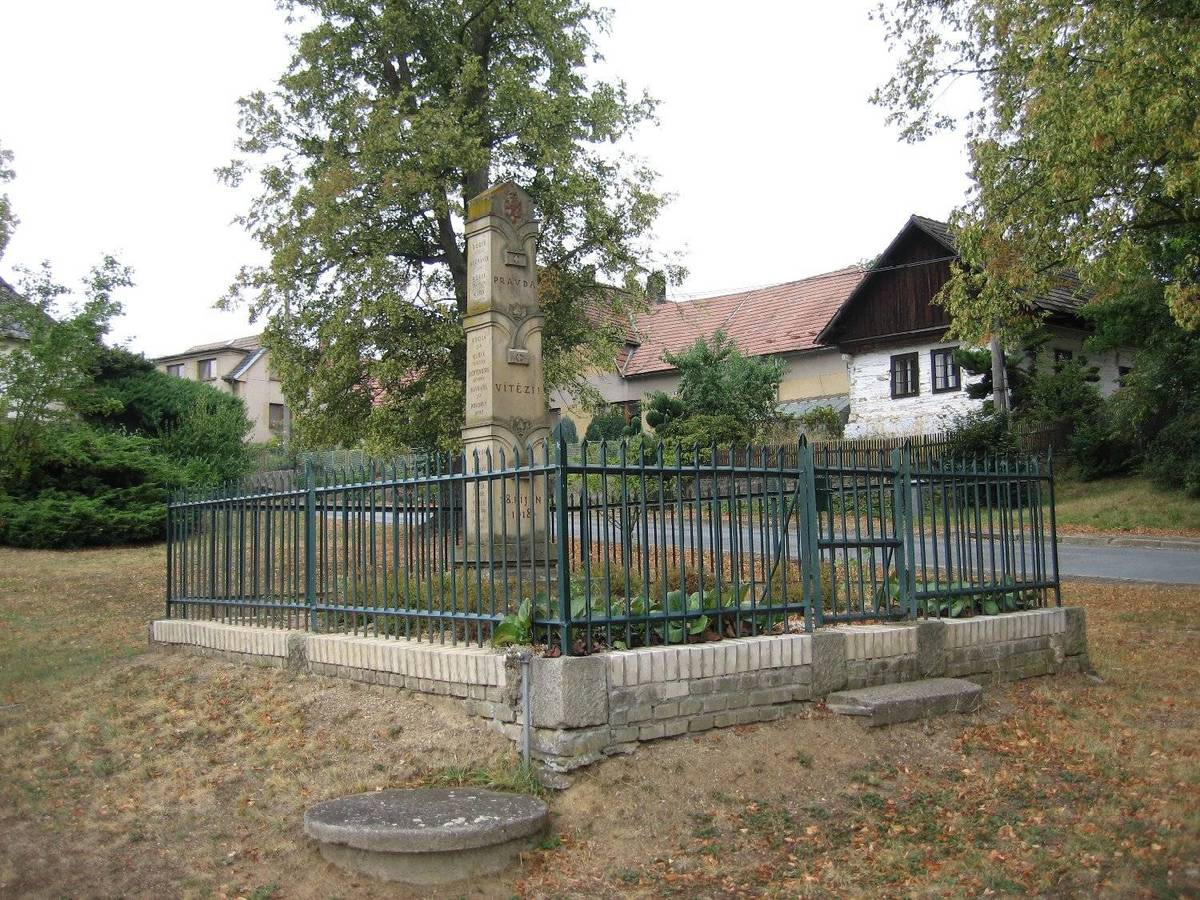
Oorlogsmonument (2021)
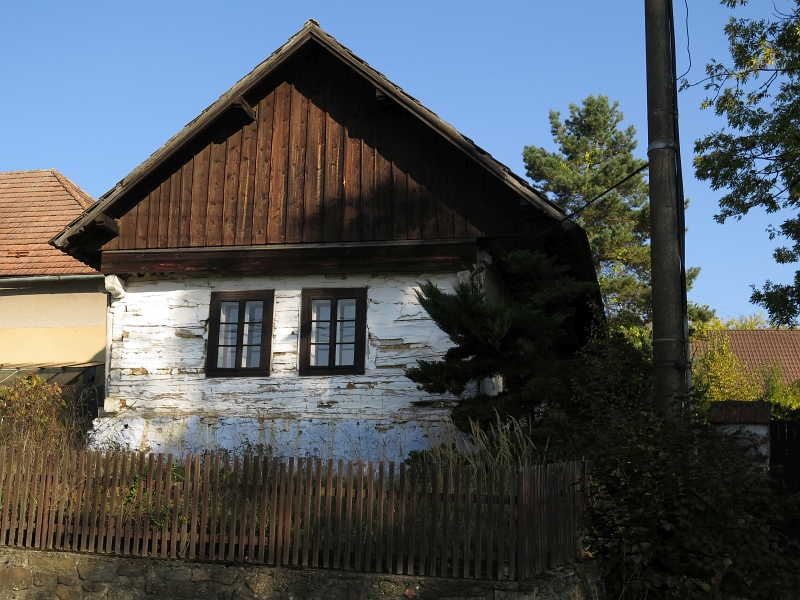
Huis in het dorp (2018)